# Volwassenenonderwijs

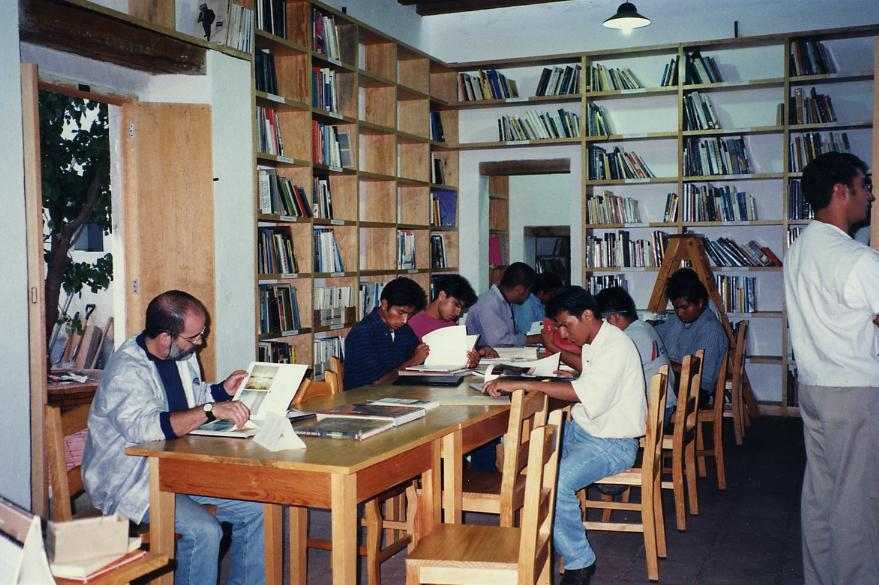
Bibliotheek van het Centro Fotografico Benito Juarez, Oaxaca, Mexico, 2005.

Volwassenenonderwijs in Guinea-Bissau, 1974.

Volwassenenonderwijs (vwo) of volwasseneneducatie is de verzamelnaam voor onderwijs dat aan volwassenen - dat wil zeggen niet-leerplichtigen - gegeven wordt. 

## Nederland
Volwasseneneducatie was, met uitzondering van de avondscholen voor voortgezet onderwijs, voor 1986 ondergebracht in het Sociaal-cultureel werk. Sinds 1 augustus 1986 zijn alle vormen van vormingswerk en basiseducatie ondergebracht in de koepelterm "volwasseneneducatie".
In 1996 zijn de instellingen losgemaakt van gemeente en welzijnsinstelling. Zij zijn ondergebracht in Regionale opleidingencentra (ROC's), die in Nederland verantwoordelijk zijn voor zowel MBO als volwasseneneducatie. Door de van overheidswege bepaalde verschillen in structuur, financiering, doelstellingen, didactiek, regeling van eindtermen en examinering zijn er overigens binnen de ROC's weinig raakvlakken tussen volwasseneneducatie en beroepsonderwijs.
Zo'n 200.000 volwassenen maken jaarlijks gebruik van het volwassenenonderwijs aan de ROC's. De volwasseneneducatie is toegankelijk voor iedereen boven de 18 jaar. De volwasseneneducatie kent vijf soorten opleidingen:
- Voortgezet algemeen volwassenenonderwijs (vavo)

Het vavo is de opvolger van de vroegere dag- en avondscholen voor voortgezet onderwijs (waaronder de voormalige moedermavo's). Het vavo zorgt ervoor dat mensen alsnog een diploma of deelcertificaat vmbo-theoretische leerweg, havo of vwo kunnen behalen. Via de Rutte-route (genoemd naar Mark Rutte die als staatssecretaris deze regeling heeft ingesteld) kunnen ook 16- en 17-jarigen terecht op het vavo. Met deze regeling ("uitbesteding") blijft de leerling ingeschreven op zijn oude school. De scholen voor voortgezet onderwijs en de vavo-instellingen hebben daartoe samenwerkingsovereenkomsten gesloten.
- Opleidingen gericht op breed maatschappelijk functioneren

Dit zijn cursussen waarin de deelnemer vaardigheden leert om zelfstandig te kunnen functioneren in gangbare situaties, zoals contact met de basisschool en de gezondheidszorg. De vaardigheden die geleerd worden zijn bijvoorbeeld spreken, lezen, luisteren, rekenen.
- Opleidingen gericht op sociale zelfredzaamheid

Doel van deze opleidingen is dat de deelnemers een minimaal niveau van zelfredzaamheid halen, bijvoorbeeld op het gebied van rekenen of sociale vaardigheden.
- Nederlands als eerste taal (NT1)

Ruim één miljoen autochtone Nederlanders beheersen de Nederlandse taal onvoldoende. De opleidingen NT1 zijn bedoeld om de taalvaardigheid van autochtone Nederlanders op een zodanig niveau te brengen dat de deelnemer een landelijke eindtoets kan behalen.
- Nederlands als tweede taal  (NT2)

Deze opleidingen zijn bedoeld om de taalvaardigheid van niet-Nederlanders te verbeteren. Een NT2-opleiding kan worden afgesloten met een staatsexamen.

## Vlaanderen
In Vlaanderen maakt het volwassenenonderwijs (vwo) deel uit van de permanente vorming. Het wordt door het Vlaams Ministerie van Onderwijs en Vorming van de Vlaamse Gemeenschap gesubsidieerd en op kwaliteit opgevolgd.
Het merendeel van het onderwijs aan geschoolde volwassenen wordt gegeven in het kader van het “levenslang leren” in de CVO's, de “Centra voor Volwassenenonderwijs”. Meestal is dat avond- of weekendonderwijs, maar voor werkzoekenden ook meer en meer in dagonderwijs, bijvoorbeeld voor opleidingen die leiden naar een knelpuntberoep en voor opleidingen bedrijfsbeheer i.s.m. de VDAB. 
Het volwassenenonderwijs heeft een analoge structuur als het voltijds onderwijs (secundair, technisch, beroeps, hoger), en telt een zeer groot aantal studiegebieden. Het maakt trouwens meestal gebruik van de infrastructuur (machines, atelier-ruimtes) van het voltijds onderwijs. Daarnaast is er ook een zeer uitgebreid aanbod aan taalcursussen. De vreemde talen worden op vier niveaus (in het jargon "richtgraden") gegeven; de cursist stapt na een kennismakingsproef in het voor hem best passende niveau. Er is ook een aanbod Nederlands aan anderstaligen. In 2004-2005 waren er zo'n 150.000 cursisten in de CVO's. In 2007-2008 is het aantal flink teruggelopen omdat de overheid een ander financieringsmechanisme heeft ingevoerd waardoor de meeste cursussen flink duurder zijn geworder voor de cursist. Kwetsbare groepen (werkzoekenden die een opleidingstraject naar werk in dienstverband of naar zelfstandig ondernemerschap volgen, inburgeraars, mensen die leven van een OCMW-uitkering of mensen met een handicap) kunnen evenwel gedeeltelijke of volledige vrijstelling van opleidingskosten bekomen.
Basiseducatie is onderwijs en vorming voor laaggeschoolde volwassenen. Het omvat zowel de schoolse basisvaardigheden (lezen, schrijven, rekenen) als maatschappij-oriëntatie en maatschappelijke weerbaarheid. Centra voor Basiseducatie (CBE's) bieden ook NT2, (Nederlands voor anderstaligen) en Alfa NT2, een combinatie van alfabetisering en Nederlandse taalverwerving aan. CBE's gebruiken sinds 2021 de naam Ligo. 
Gecombineerd onderwijs is een combinatie van afstandsleren en contactonderwijs in het CVO en kan tot een getuigschrift, een certificaat of een diploma leiden op voorwaarde dat de cursist e-learning combineert met minstens 25% groepsleren in het CVO.
Online afstandsonderwijs via Begeleid individueel studeren (BIS) van het departement Onderwijs zal in Vlaanderen niet langer worden georganiseerd door de overheid en is enkel nog mogelijk  voor volwassenen die hiermee in het verleden reeds gestart zijn. 